# جيمس موريسون (مغني)
جيمس موريسون (بالإنجليزية: James Morrison)‏ هو عازف قيثارة ومغني ومغن مؤلف بريطاني، ولد في 13 أغسطس 1984 في رغبي في المملكة المتحدة.

## وصلات خارجية
- الموقع الرسمي
- جيمس موريسون على موقع IMDb (الإنجليزية)
- جيمس موريسون على موقع ميوزك برينز (الإنجليزية)
- جيمس موريسون على موقع أول ميوزيك (الإنجليزية)
- جيمس موريسون على موقع ديسكوغز (الإنجليزية)
- جيمس موريسون على موقع قاعدة بيانات الفيلم (الإنجليزية)